# Monte Pentélico
Monte Pentélico é um monte situado a nordeste de Atenas, e sudoeste de Maratona, na Ática, Grécia. Tem uma altitude de 1109 m.
Desde a antiguidade, é famoso por seu mármore, que foi usado na construção do Partenon e de outros edificios na Acrópole, bem como em inúmeras esculturas antigas.
O mármore é famoso por seu branco uniforme, com um leve amarelado que o faz brilhar num tom dourado à luz do sol. A antiga pedreira é protegida por lei do governo grego e usada exclusivamente para obter material para o projeto de restauração da Acrópole.

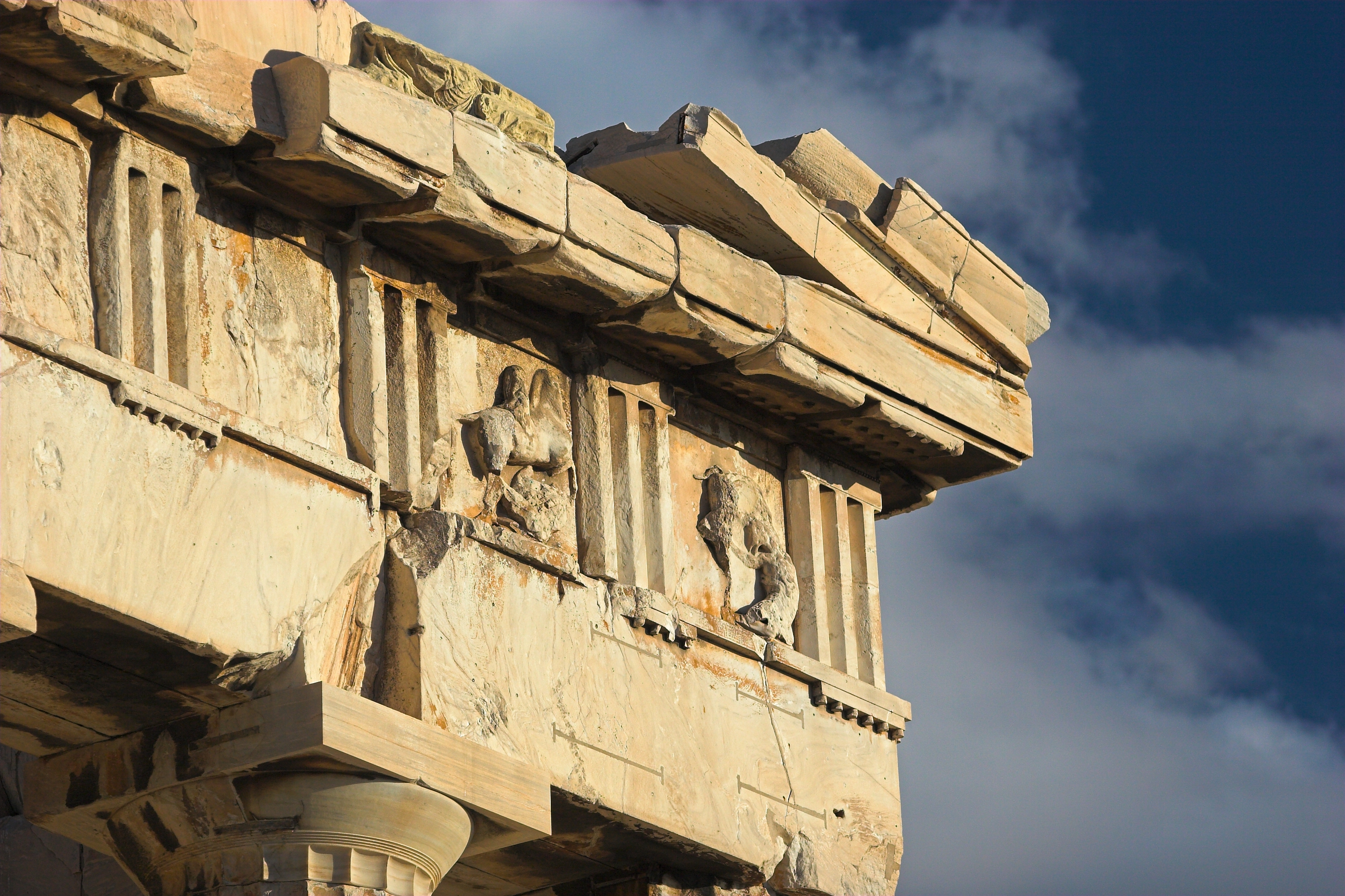
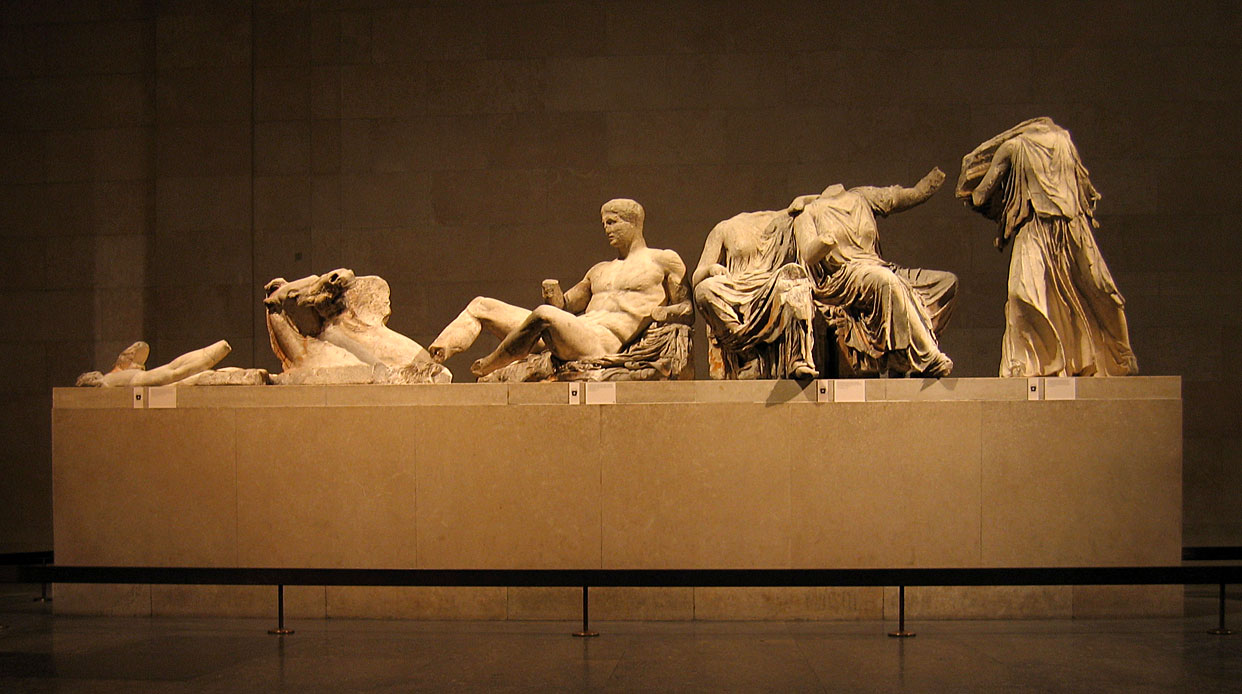
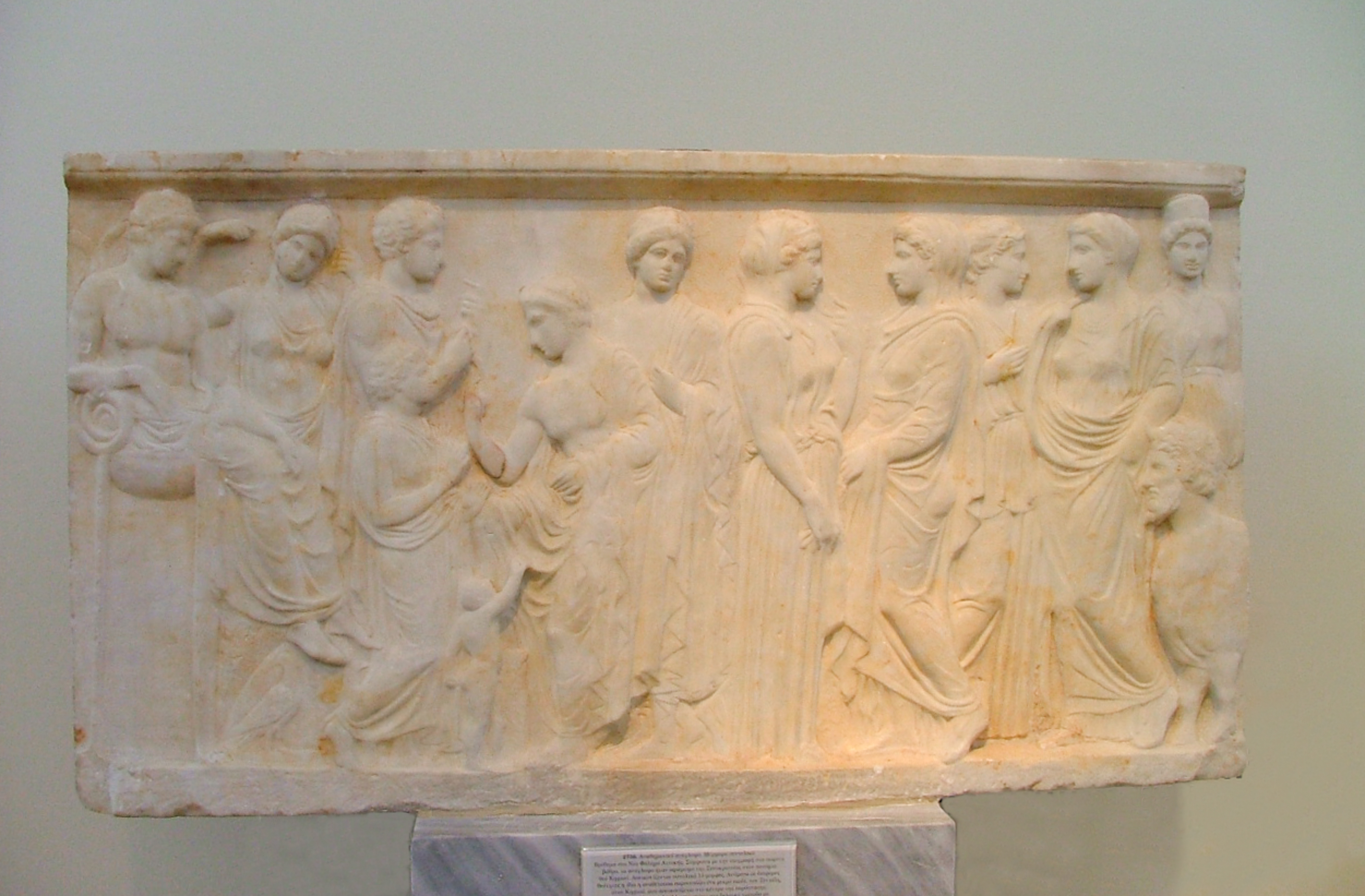
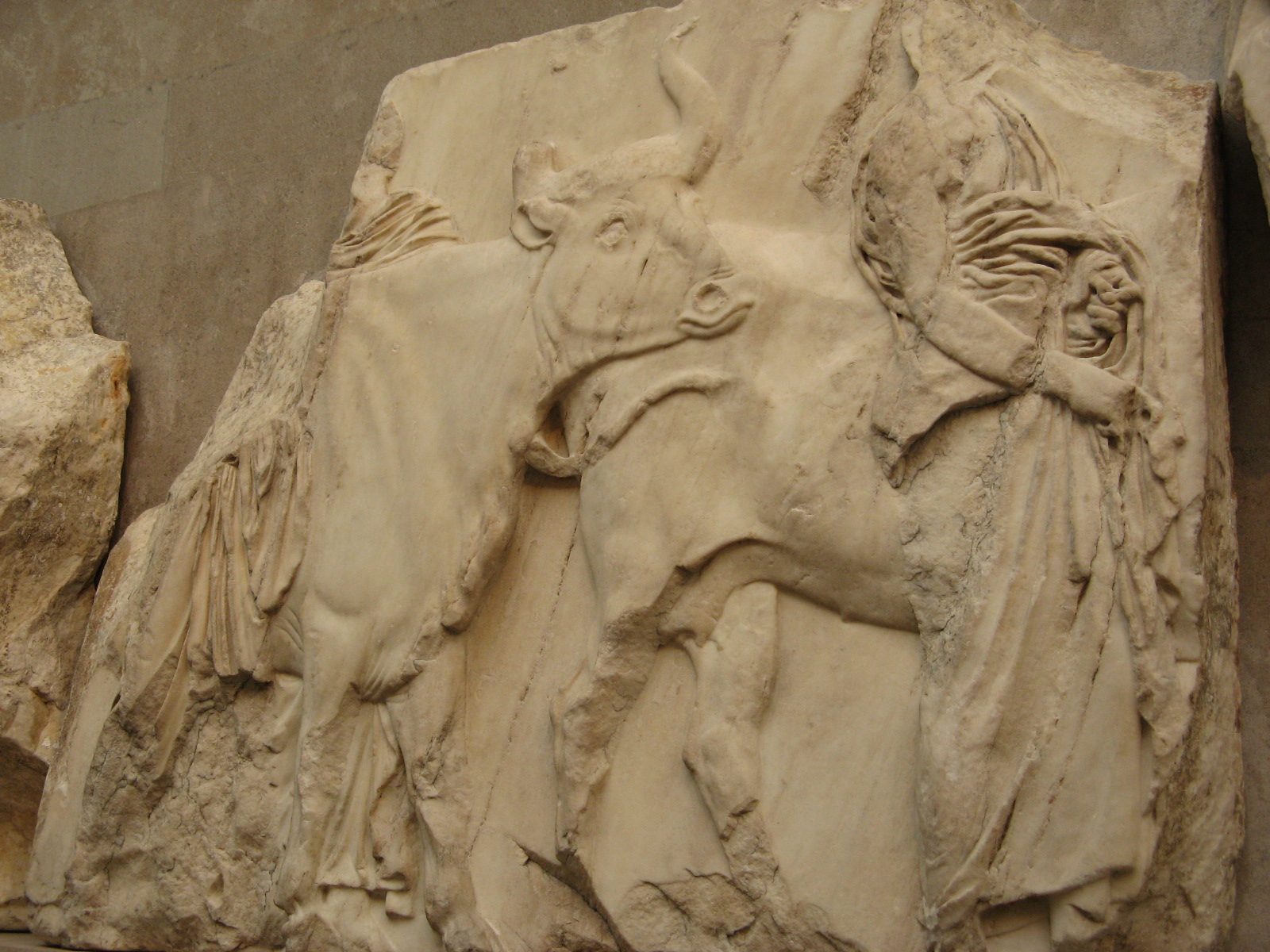
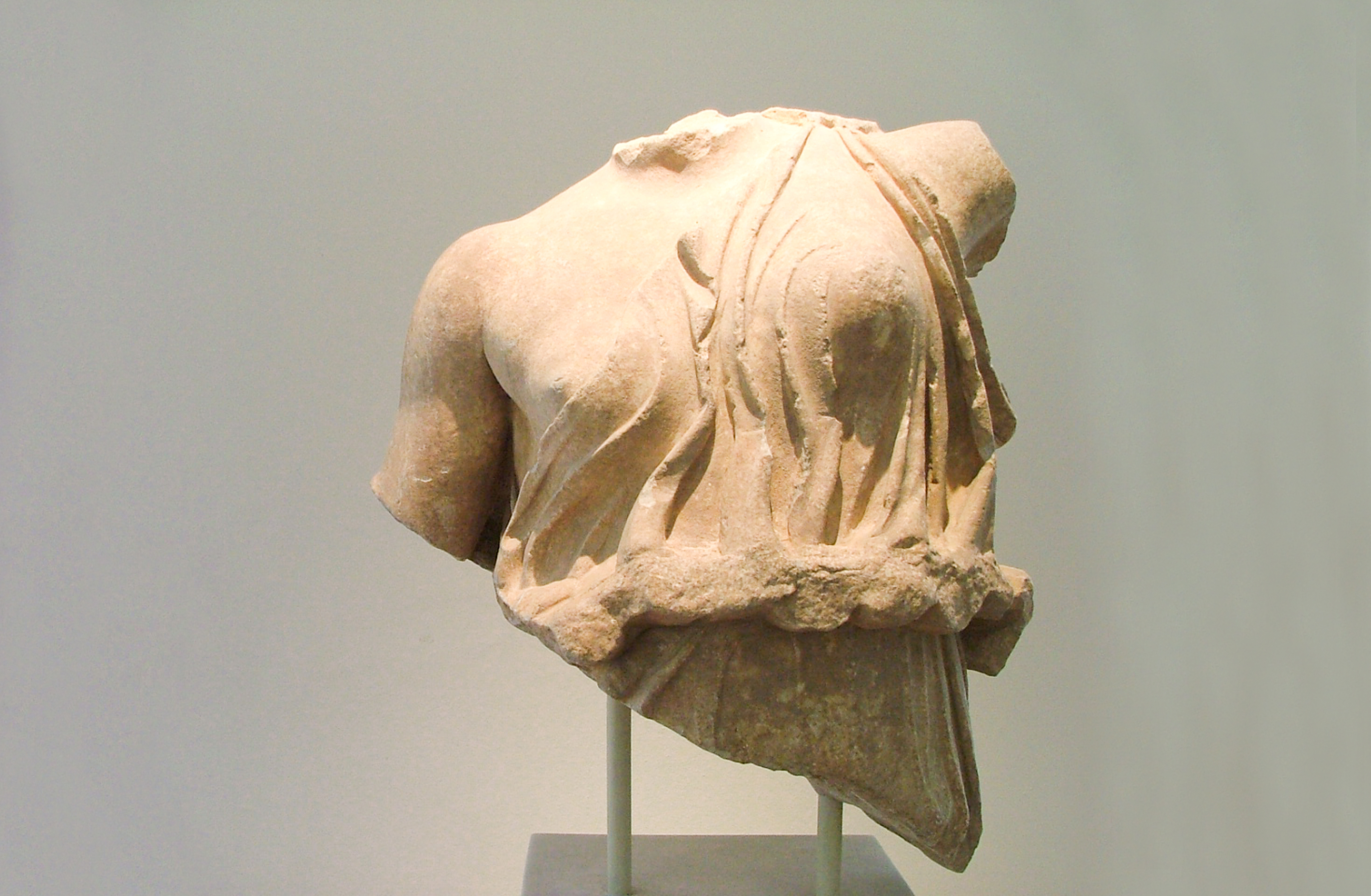
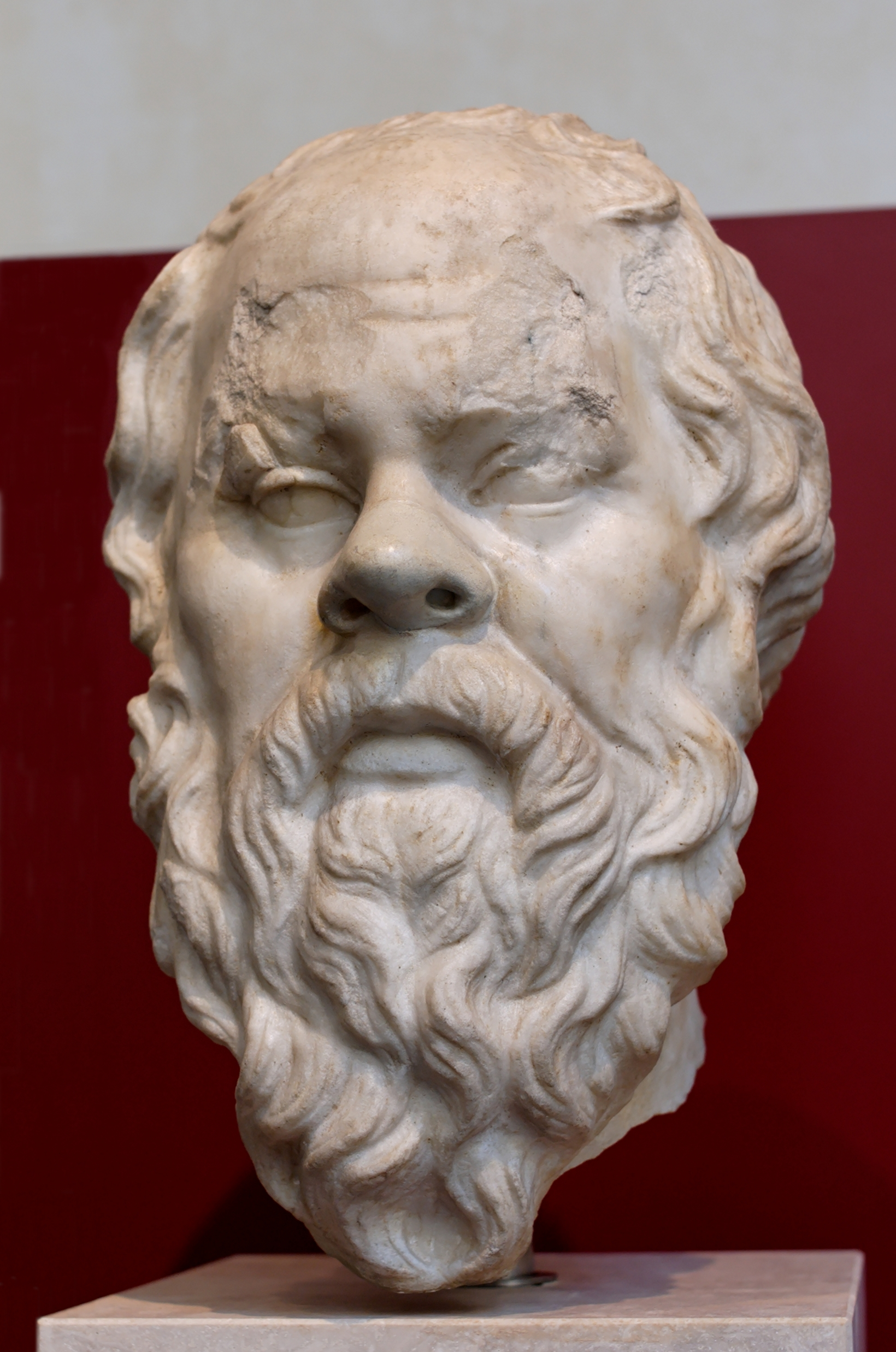
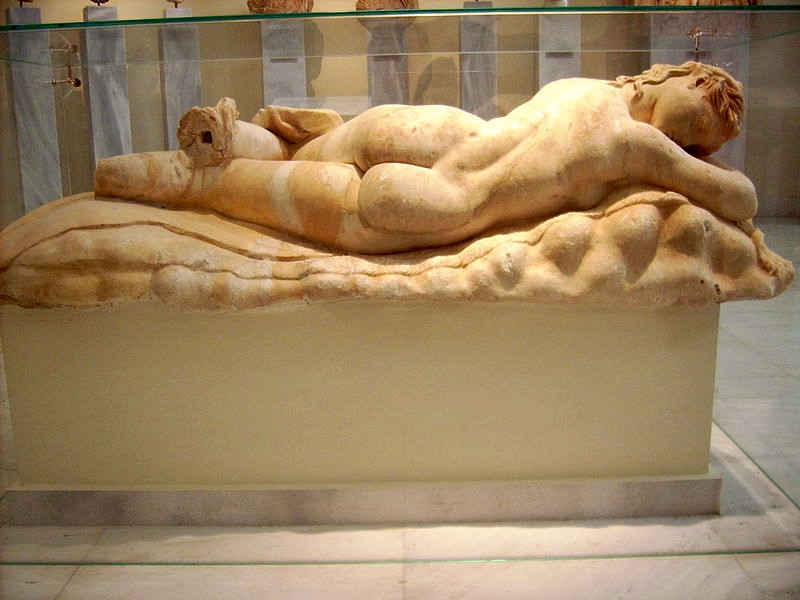
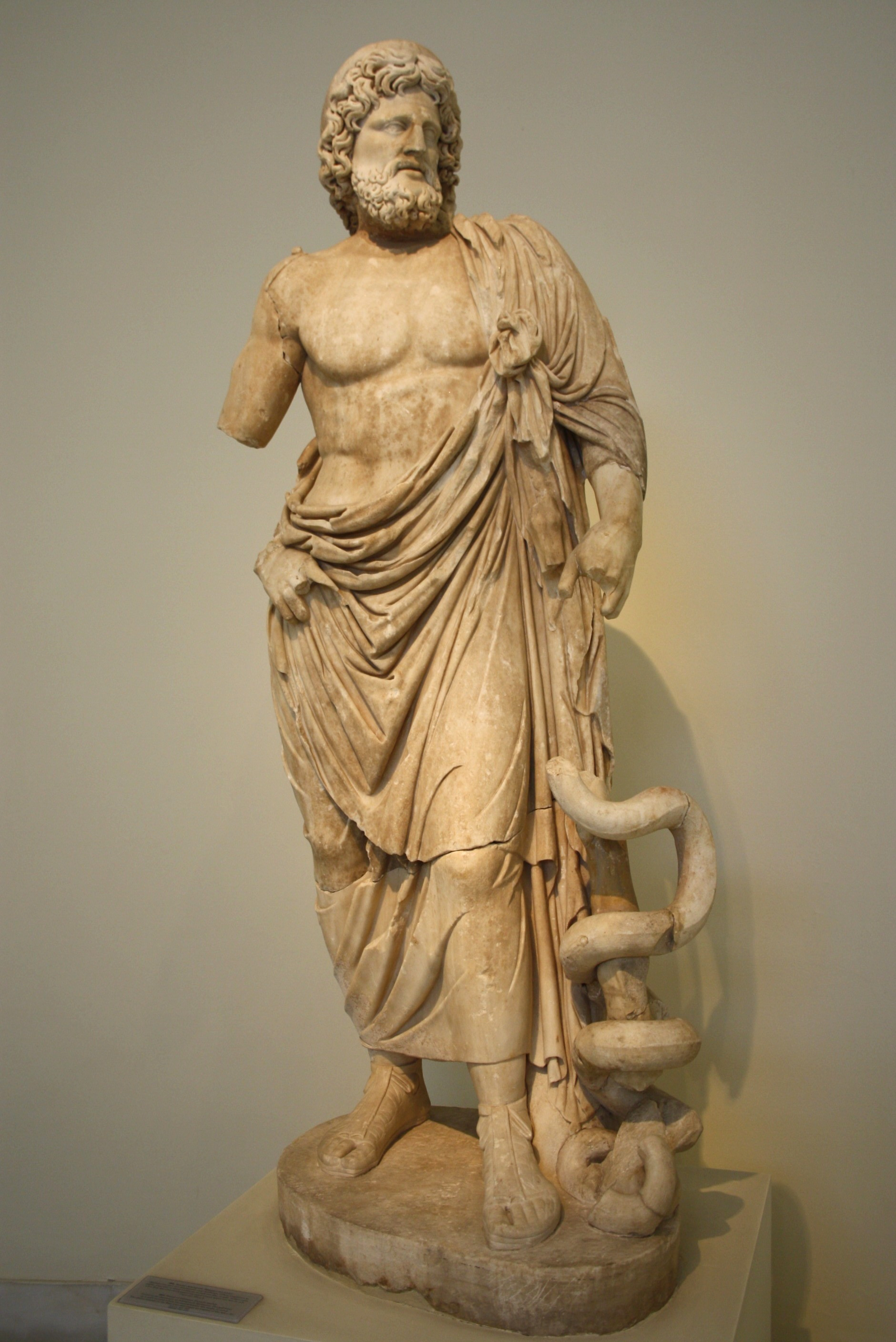